# وايكان (سياهو)
وایکان (بالفارسية: وایکان) هي قرية تقع في إيران في قسم سياهو الريفي.